# Aereo da competizione
Un aereo da competizione è un aereo progettato espressamente per la partecipazione a competizioni aeronautiche o, spesso, warbird ottimizzati a tale scopo. Analogamente ad altri sport motoristici quali l'automobilismo e la motonautica, esistono varie specialità e categorie in cui possono concorrere gli aerei da competizione, le quali devono rispondere a particolari regolamenti e specifiche. Un esempio è il Cassutt Special, un monomotore di produzione statunitense con il quale il pilota e progettista Tom Cassutt partecipò e vinse all'edizione del 1958 del National Air Races. Altro esempio è il bimotore britannico de Havilland DH.88,